# Kyperská rallye

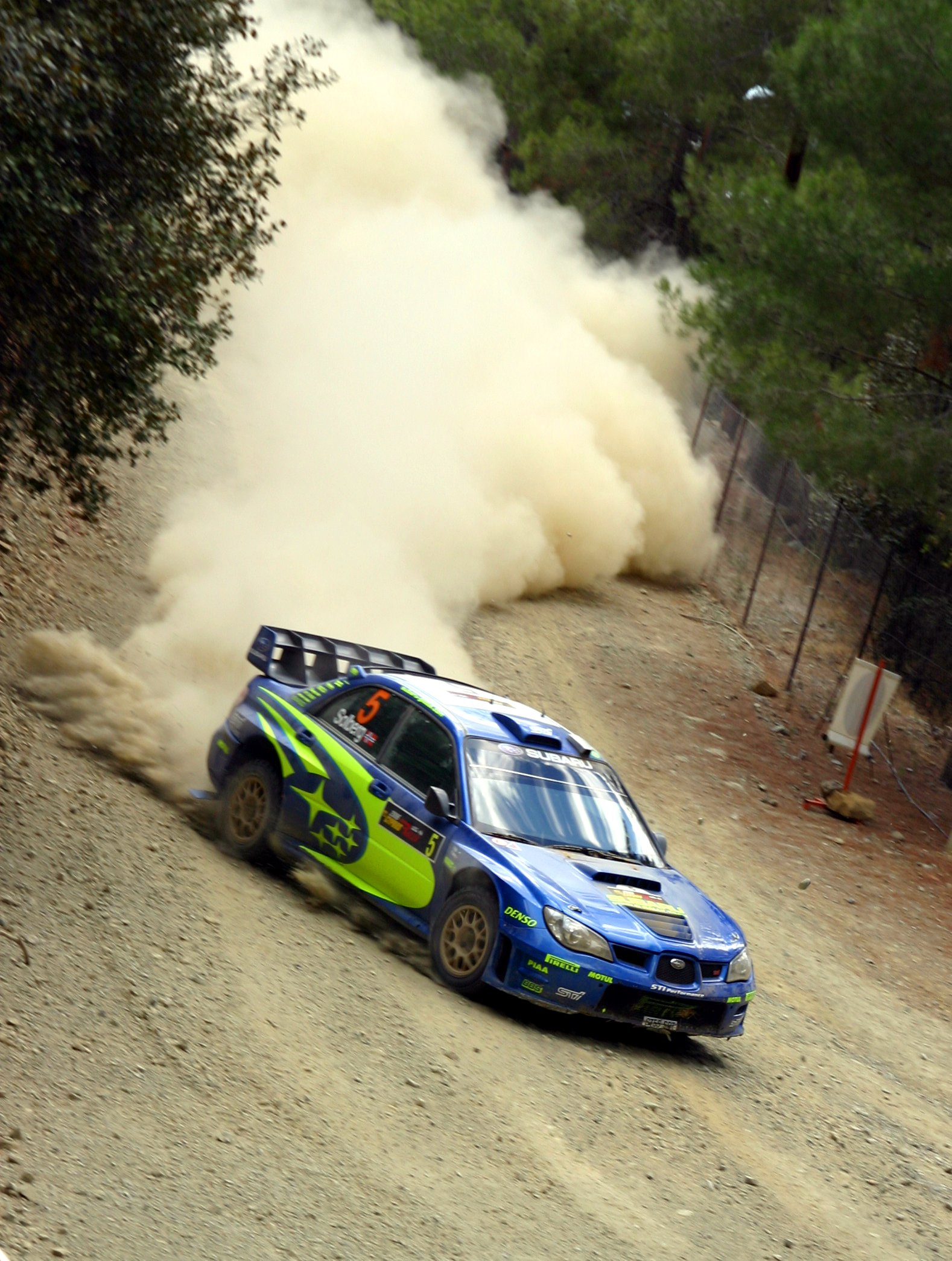
Petter Solberg v roce 2006

Kyperská rallye je soutěž rallye, která je pořádána na ostrově Kypr. Bývá součástí Mistrovství světa v rallye nebo šampionátu Intercontinental Rally Challenge.

## Historie soutěže
První ročník byl pořádán již v roce 1970. V letech 1974 a 1975 byl Kypr obsazen Tureckem a soutěž nebyla pořádána. První tři ročníky vyhráli místní. Ve čtvrtém ročníku zde zvítězil Stig Blomqvist s vozem Saab 96. Po dvouleté odmlce zde vyhrál Shekhar Mehta s vozem Datsun 240Z. Ročník 1978 byl součástí Mistrovství Evropy a vyhrál zde Roger Clark s vozem Ford Escort RS 1800, který tento triumf zopakoval i v roce 1980. V roce 1979 s tímto vozem vyhrál kyperskou rallye Ari Vatanen. V roce 85 měla soutěž evropský koeficient 4 a vítězem se stal Jimmy McRae s vozem Opel Ascona 400. Od roku 1992 měla soutěž koeficient nejvyšší. Třikrát za sebou zde pak vyhrál Alessandro Fiorio ve voze Lancia Delta HF Integrale 16V. V letech 1998 a 1999 zde vítězily posádky na vozech Subaru Impreza WRC a v kategorii W2L na vozech Škoda Octavia Kit Car. Kyperská rallye 2000 se poprvé stala součástí mistrovství světa. Kyperská rallye 2010 a Kyperská rallye 2011 byly součástí šampionátů Intercontinental Rally Challenge 2010 respektive Intercontinental Rally Challenge 2011.